# Tony Chapman
Anthony 'Tony' Chapman a fost un baterist britanic, activ mai ales în anii 1960. A cântat cu o componență timpurie a trupei The Rolling Stones înainte ca formația să-și definitiveze alinierea. A apărut cu grupul în 1962, incluzând aici un concert la Colegiul de Arte Sidcup, Bexley la care asistase și Keith Richards. Chapman a fost, probabil, bateristul primului concert oficial al trupei ce a avut loc la data de 12 iulie 1962 la Marquee Club din Londra.